# Hohlwellenmotor
Ein Hohlwellenmotor ist eine spezielle Bauform eines Elektromotors, die sich durch eine zentrale Öffnung in der Welle auszeichnet. Diese Öffnung, die sogenannte Hohlwelle, ermöglicht es, zusätzliche mechanische oder elektrische Komponenten durch den Motor hindurchzuführen. Die Bauweise findet sich in verschiedenen Anwendungen, beispielsweise beim Motorhohlwellenantrieb.

## Merkmale
1. Zentrale Öffnung:
  - Die Welle des Motors ist hohl, wodurch Kabel, Leitungen, Wellen oder andere mechanische Teile durch die Mitte geführt werden können.
  - Der Durchmesser der Hohlwelle variiert je nach Motorgröße und Anwendung.
2. Verschiedene Typen:
  - Hohlwellenmotoren können in Form von Asynchronmotoren, Servomotoren, oder Schrittmotoren vorliegen.
  - Oft werden sie in direkter Verbindung mit Getrieben, Kupplungen oder Positioniersystemen eingesetzt.
3. Platzsparendes Design:
  - Die Integration der Hohlwelle reduziert die Notwendigkeit zusätzlicher Bauteile und schafft kompakte Maschinenlayouts.
4. Energieeffizienz und Präzision:
  - Besonders in der Servotechnik werden Hohlwellenmotoren wegen ihrer hohen Drehmomentdichte und präzisen Steuerbarkeit geschätzt.

## Anwendungen
1. Robotertechnik:
  - Zur Durchführung von Kabeln oder Schläuchen für Sensoren, Greifer oder Werkzeuge.
2. Werkzeugmaschinen:
  - Für Spindeln oder Führungssysteme in CNC-Maschinen.
3. Medizintechnik:
  - In Röntgengeräten oder chirurgischen Robotern, wo Platzbeschränkungen kritisch sind.
4. Fördertechnik:
  - Für die zentrale Durchführung von Förderbändern oder Achsen.